# 42. (makedonska) divizija (NOVJ)
42. (makedonska) divizija je bila partizanska divizija, ki je delovala v sklopu NOV in POJ v Jugoslaviji med drugo svetovno vojno.
Ustanovljena je bila 7. septembra 1944.

## Sestava

##### September 1944
- 3. makedonska brigada
- 8. makedonska brigada
- 12. makedonska brigada